# Дилан Волш
Чарлс Хантер Волш (енгл. Charles Hunter Walsh; Лос Анђелес, Калифорнија; рођен, 17. новембра 1963), познатији као Дилан Волш (енгл. Dylan Walsh), амерички је филмски, позоришни и телевизијски глумац, који се истакао као карактерни глумац.